# Navilly
Navilly [navili] est une commune française située dans le département de Saône-et-Loire, en région Bourgogne-Franche-Comté.

## Géographie
Navilly fait partie de la Bresse bourguignonne.

### Climat
Pour des articles plus généraux, voir Climat de la Bourgogne-Franche-Comté et Climat de Saône-et-Loire.
En 2010, le climat de la commune est de type climat océanique dégradé des plaines du Centre et du Nord, selon une étude du Centre national de la recherche scientifique s'appuyant sur une série de données couvrant la période 1971-2000. En 2020, Météo-France publie une typologie des climats de la France métropolitaine dans laquelle la commune est exposée à un climat semi-continental et est dans la région climatique Bourgogne, vallée de la Saône, caractérisée par un bon ensoleillement (1 900 h/an), un été chaud (18,5 °C), un air sec au printemps et en été et des vents faibles.
Pour la période 1971-2000, la température annuelle moyenne est de 10,9 °C, avec une amplitude thermique annuelle de 17,6 °C. Le cumul annuel moyen de précipitations est de 890 mm, avec 11,2 jours de précipitations en janvier et 7,5 jours en juillet. Pour la période 1991-2020, la température moyenne annuelle observée sur la station météorologique de Météo-France la plus proche, « Pagny-le-chateau », sur la commune de Chamblanc à 9 km à vol d'oiseau, est de 11,7 °C et le cumul annuel moyen de précipitations est de 802,0 mm. 
La température maximale relevée sur cette station est de 39,6 °C, atteinte le 7 août 2003 ; la température minimale est de −17,8 °C, atteinte le 20 décembre 2009,,.
Les paramètres climatiques de la commune ont été estimés pour le milieu du siècle (2041-2070) selon différents scénarios d'émission de gaz à effet de serre à partir des nouvelles projections climatiques de référence DRIAS-2020. Ils sont consultables sur un site dédié publié par Météo-France en novembre 2022.

## Urbanisme

### Typologie
Au 1er janvier 2024, Navilly est catégorisée commune rurale à habitat dispersé, selon la nouvelle grille communale de densité à sept niveaux définie par l'Insee en 2022.
Elle est située hors unité urbaine et hors attraction des villes,.

### Occupation des sols
L'occupation des sols de la commune, telle qu'elle ressort de la base de données européenne d’occupation biophysique des sols Corine Land Cover (CLC), est marquée par l'importance des territoires agricoles (83,7 % en 2018), en diminution par rapport à 1990 (85,7 %). La répartition détaillée en 2018 est la suivante : terres arables (55,1 %), prairies (14,7 %), zones agricoles hétérogènes (14 %), eaux continentales (6,8 %), zones urbanisées (5,4 %), forêts (4 %). L'évolution de l’occupation des sols de la commune et de ses infrastructures peut être observée sur les différentes représentations cartographiques du territoire : la carte de Cassini (XVIIIe siècle), la carte d'état-major (1820-1866) et les cartes ou photos aériennes de l'IGN pour la période actuelle (1950 à aujourd'hui).

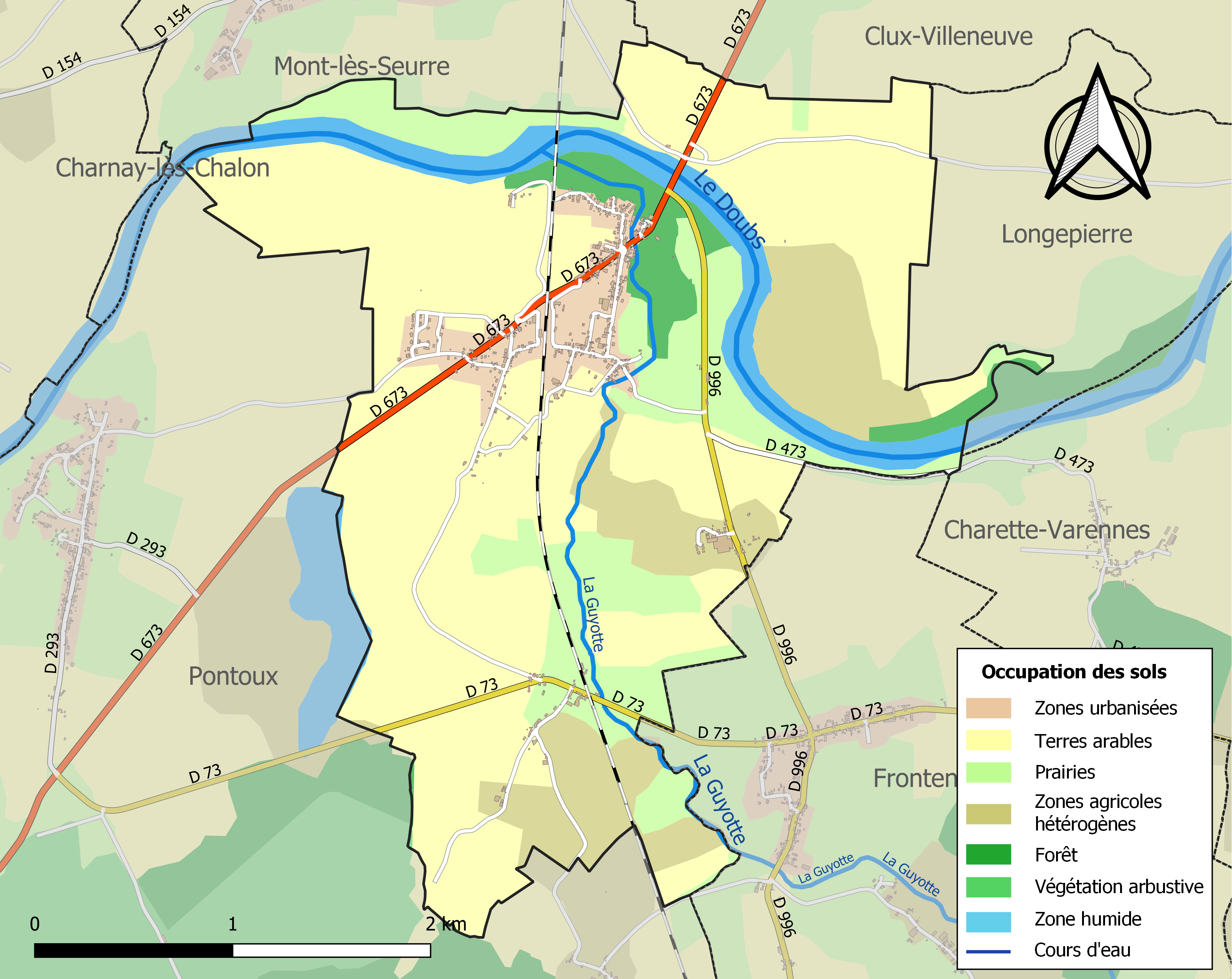
Carte des infrastructures et de l'occupation des sols de la commune en 2018 (CLC).

## Toponymie
Le nom de la commune vient probablement du latin navis qui signifie navire, bateau.

## Histoire
À l’époque gallo-romaine, la corporation des nautes de la Saône réglait la navigation sur la Saône et le Doubs. Il semblerait que le site soit occupé depuis la période gauloise.
Au XIe siècle, Navilly est le siège d’une seigneurie importante, tenue par une branche cadette de la famille des Milonides à laquelle appartenait le comte Otte-Guillaume, adversaire du roi Robert le Pieux dans la guerre de succession de Bourgogne.
Il existait deux Navilly dont on peut encore voir de nos jours les distinctions. Navilly-la-Ville sur les hauteurs, autour de l’actuel cimetière entourant la chapelle Saint-Léger qui était l’ancienne église de Navilly-la-Ville. Navilly-le-Château sur les bords du Doubs. Les Montots est un écart, situé sur une hauteur dominant la vallée de la Guyotte, c’était le siège d'une seigneurie.
L'église est donnée par Guidonis de Verduno, ecclésiastique de Navilly, avec celle de Parrecey à l'abbaye Saint-Marcel-lès-Chalon.
En 1093, Ansédée, seigneur du lieu confirme les dons de son père Humbert à l'abbaye Saint-Marcel-lès-Chalon et donne lui-même la même année quatre curtils à Pontoux, en 1096, il donne tout ce qu'il possède à Pontoux, aux moines de ladite abbaye.
En 1434, Isabelle de Portugal duchesse de Bourgogne affranchit Navilly-le-Château et Navilly-la-Ville.
En 1636, lors de la guerre de Trente Ans, le village fut saccagé par les troupes de Gallas qui remontaient le Doubs pour prendre  Verdun-sur-le-Doubs. Les Navillois se réfugient à Pontoux. C’est à cette date que l’église Saint-Léger sera détruite. Pendant plus de deux siècles les Navillois se rendront à Pontoux pour célébrer la messe par la route qui porte encore aujourd’hui le nom de « chemin de la Messe ».
L’important vignoble signalé par l'historien bourguignon du XVIIIe siècle Claude Courtépée a disparu dans la première moitié du XXe siècle, il produisait des vins rouges d’assez bonne qualité.
Jusqu'à la Révolution française, Navilly, localité du département de Saône-et-Loire relevant depuis 1801 du diocèse d'Autun, dépendit du diocèse de Besançon (avant la Révolution, Navilly était rattachée à Pontoux. Il a fallu attendre le dernier quart du XIXe siècle pour que le village dispose d'un sanctuaire digne de ce nom).
La commune a longtemps été un centre d’économie artisanale assez important, elle possédait une fromagerie, des moulins, des tuileries. Une foire annuelle y avait lieu en juillet et une gendarmerie  y était installée jusqu’au début du XXe siècle. Le dernier moulin « flottant » a été démonté en 1915. La minoterie Pagot, fondée en 1909, a fonctionné jusqu'en 1967. En 1922, furent construites des maisons pour les ouvriers tuiliers ; après un incendie en 1969, la tuilerie de Navilly a fermé définitivement en 1972. La ligne de chemin de fer Dijon / Bourg-en-Bresse passe par Navilly mais le trafic voyageurs a été supprimé en  1997 et la gare fermée puis détruite.
En 1939, la commune a accueilli des réfugiés de la guerre civile espagnole.
En septembre 1941 y naît le groupe de résistance « Dubois ». Ces maquisards  dont le nombre atteindra 724, libéreront Dole, Saint-Jean de Losne et Seurre ...

## Politique et administration

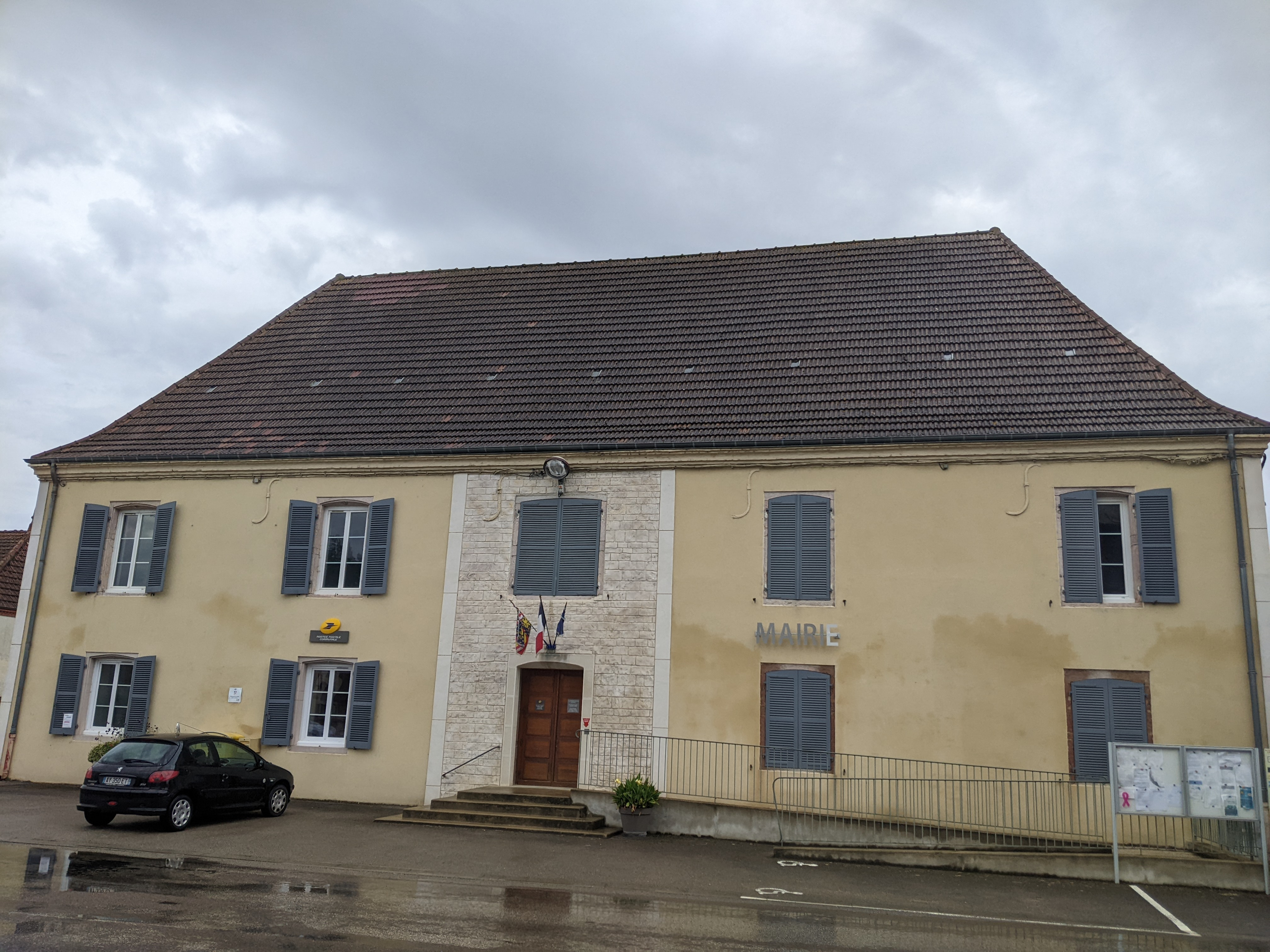
Mairie

| Période                                  | Période   | Identité          | Étiquette | Qualité |
| ---------------------------------------- | --------- | ----------------- | --------- | ------- |
| avant 1995                               | ?         | André Euvrard     |           |         |
| mars 2001                                | mars 2008 | Guy Revirard      |           |         |
| mars 2008                                | 2020      | Michèle Rameaux   |           |         |
| 2020                                     | en cours  | Jean-Louis Fleury |           |         |
| Les données manquantes sont à compléter. |           |                   |           |         |

## Démographie
L'évolution du nombre d'habitants est connue à travers les recensements de la population effectués dans la commune depuis 1793. Pour les communes de moins de 10 000 habitants, une enquête de recensement portant sur toute la population est réalisée tous les cinq ans, les populations de référence des années intermédiaires étant quant à elles estimées par interpolation ou extrapolation. Pour la commune, le premier recensement exhaustif entrant dans le cadre du nouveau dispositif a été réalisé en 2004.

En 2022, la commune comptait 405 habitants, en évolution de −5,81 % par rapport à 2016 (Saône-et-Loire : −1,06 %, France hors Mayotte : +2,11 %).
| 1793 | 1800 | 1806 | 1821 | 1831 | 1836 | 1841 | 1846 | 1851 |
| ---- | ---- | ---- | ---- | ---- | ---- | ---- | ---- | ---- |
| 671  | 625  | 721  | 730  | 776  | 773  | 822  | 764  | 795  |

| 1856 | 1861 | 1866 | 1872 | 1876 | 1881 | 1886 | 1891 | 1896 |
| ---- | ---- | ---- | ---- | ---- | ---- | ---- | ---- | ---- |
| 770  | 728  | 745  | 757  | 770  | 887  | 876  | 825  | 840  |

| 1901 | 1906 | 1911 | 1921 | 1926 | 1931 | 1936 | 1946 | 1954 |
| ---- | ---- | ---- | ---- | ---- | ---- | ---- | ---- | ---- |
| 880  | 793  | 748  | 677  | 702  | 655  | 630  | 655  | 660  |

| 1962 | 1968 | 1975 | 1982 | 1990 | 1999 | 2004 | 2006 | 2009 |
| ---- | ---- | ---- | ---- | ---- | ---- | ---- | ---- | ---- |
| 576  | 561  | 481  | 408  | 360  | 414  | 407  | 417  | 417  |

| 2014 | 2019 | 2022 | - | - | - | - | - | - |
| ---- | ---- | ---- | - | - | - | - | - | - |
| 434  | 410  | 405  | - | - | - | - | - | - |

## Culture locale et patrimoine

### Lieux et monuments
- L'église de l'Assomption de la Vierge, vaste édifice de style néo-gothique inauguré en 1879 (bâti sur les plans de l'architecte mâconnais Jean Giroud) qui, par ses dimensions (34 mètres de longueur et 37 mètres de hauteur au sommet de la flèche), dépasse de loin les modestes églises des villages proches de Navilly. L'église s'ouvre par un clocher porche saillant (deux étages de baies éclairent la tour). Au-dessus du portail est visible un ensemble de trois baies lancéolées. Sous la flèche du clocher en ardoises, les quatre faces de la tour sont percées par des baies jumelées encadrées par des colonnades. L'une des cloches, en bronze de 1885, provient de la fonderie Beurnel-Perrin à Nancy ; elle est gravée du nom du curé Joseph Letienne (l'autre cloche, en bronze, de 1922, nommée Blanche Marie Louise, a été offerte par la municipalité à la paroisse, et est gravée du nom du curé : M. l’abbé H. Robert). La nef se termine sur un haut transept saillant[20].

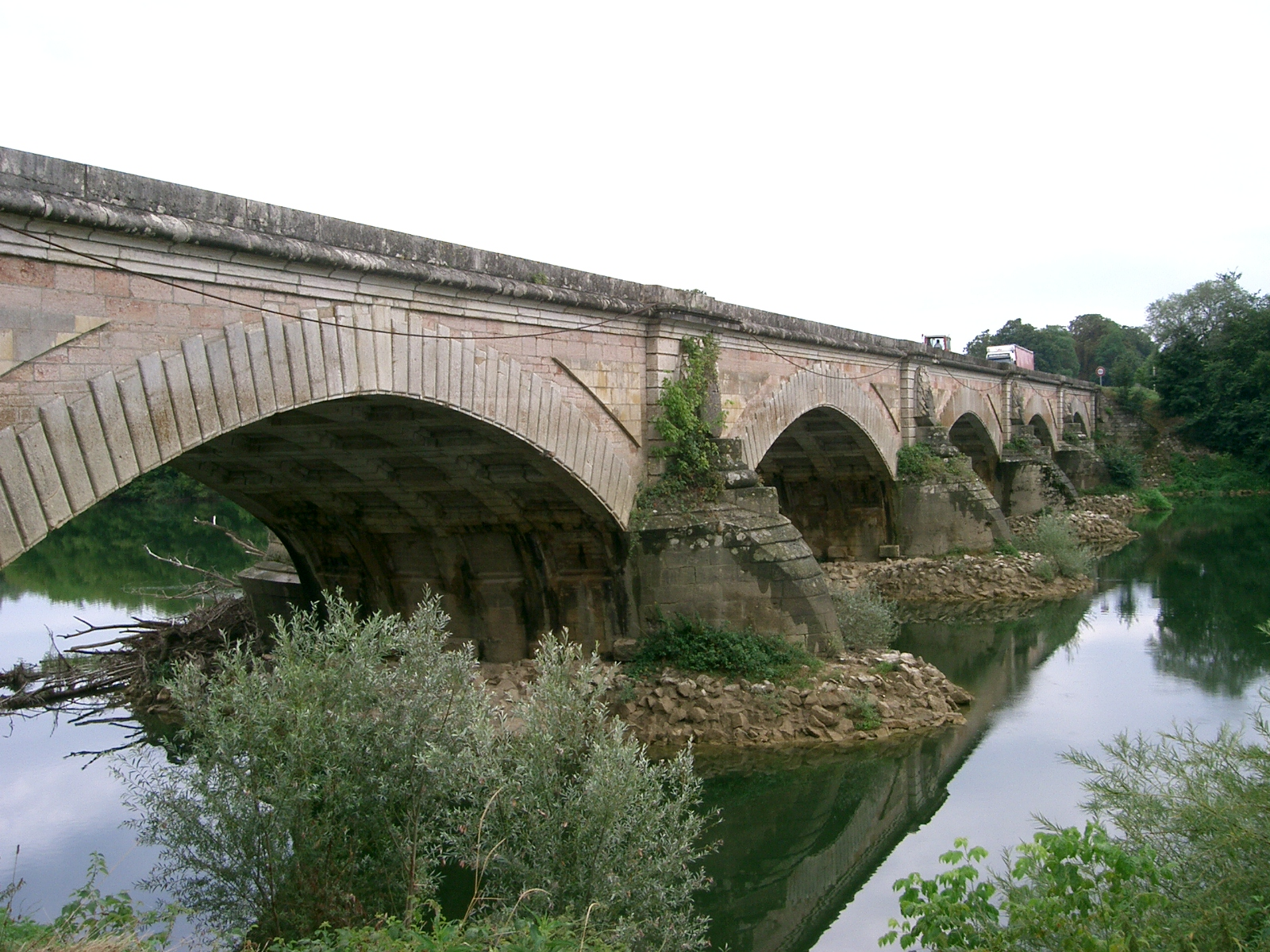
Pont de Navilly, sur le Doubs - fin XVIIIe siècle.

- Pont de Navilly sur le Doubs[21],[22] : il a été construit sur le Doubs à la fin du XVIIIe siècle, de 1782/1785 à 1790, sur des plans de Émiland Gauthey. Ce pont-route, sur la RN 73 entre Dole et Chalon-sur-Saône, comporte 5 arches et a une portée totale de 156 mètres. Endommagé pendant la guerre en 1944 et fragilisé par l'extraction de granulat dans le lit de la rivière, il a été plusieurs fois conforté pour résister aux crues du Doubs et à l'importante circulation des poids lourds. Il servait de point de passage de la ligne de démarcation et a été le lieu de l'exécution raciste d'un soldat sénégalais le 23 juillet 1940 par l'armée allemande comme le rappelle une plaque apposée à proximité.
Le pont a été classé Monument historique le 31 décembre 1946.

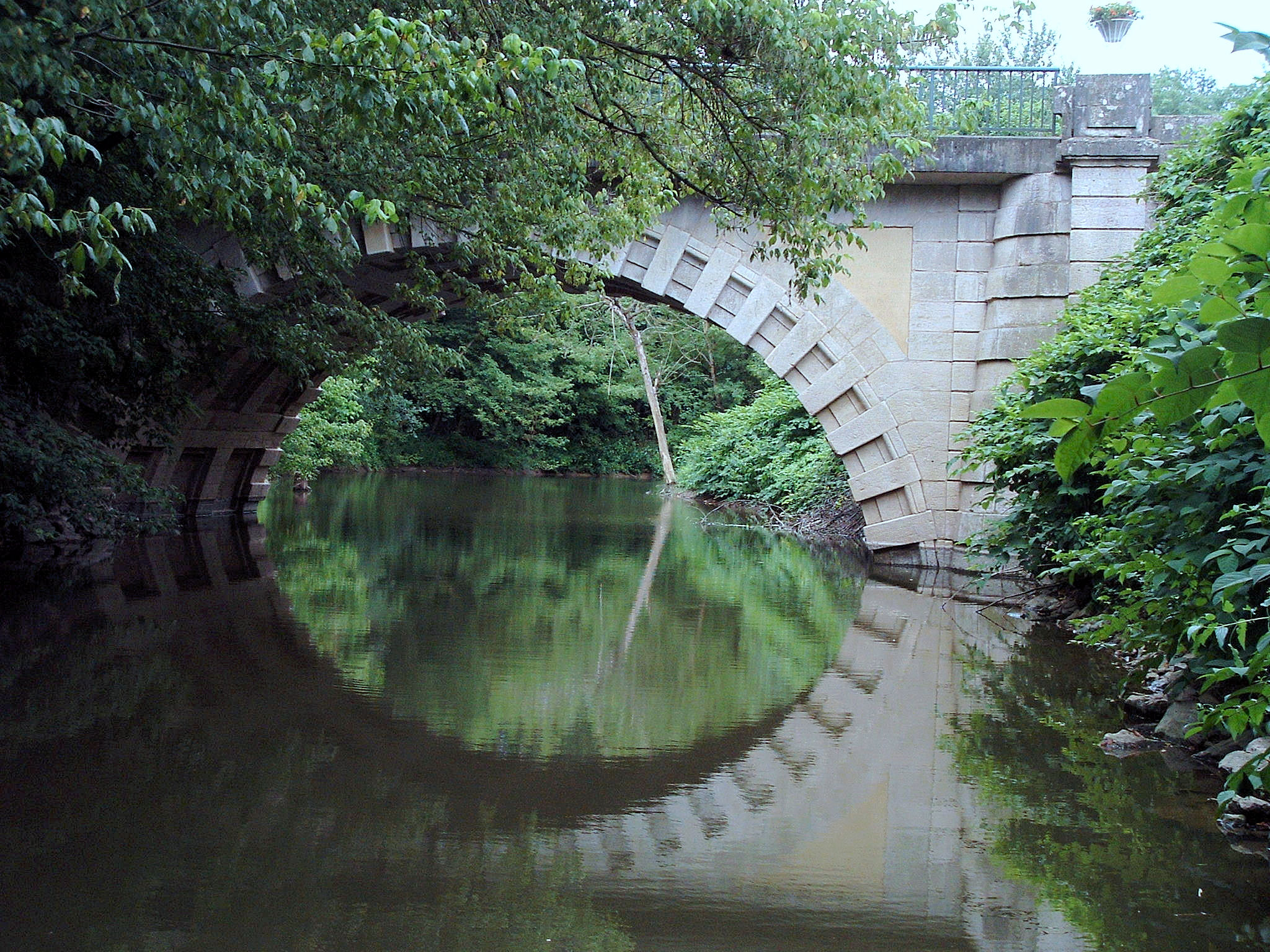
Pont sur la Guyotte.

- Pont sur la Guyotte : pont construit par Émiland Gauthey entre 1786 et 1789 pour permettre à la RN 73 de franchir la Guyotte dans Navilly.

### Personnalités liées à la commune
- Rémy Grillot - général puis baron de l'Empire. Son nom apparaît sur la 10e colonne de l'Arc de Triomphe de Paris.
- Jules Jacob (né en 1867 à Charette - décédé le 28 juin 1918). Ingénieur diplômé de l'École centrale de Lyon en 1886. Il a été le propriétaire des Tuileries mécaniques Jacob et maire de Navilly. Son frère ainé, Émile Jacob (1850-1919) est l'un des fondateurs de la marque Jacob Delafon[23] .

## Galerie photos

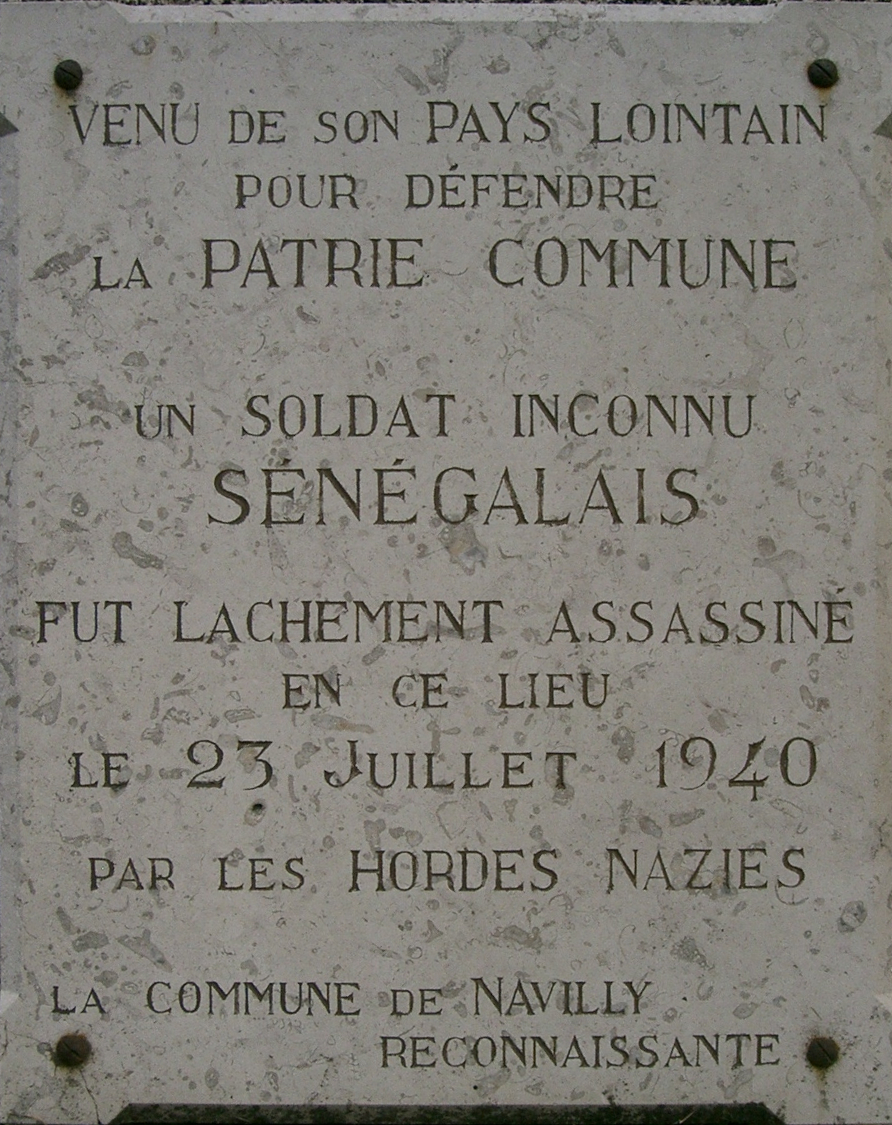
Navilly - plaque commémorative de l'exécution d'un soldat sénégalais le 23 juillet 1940.
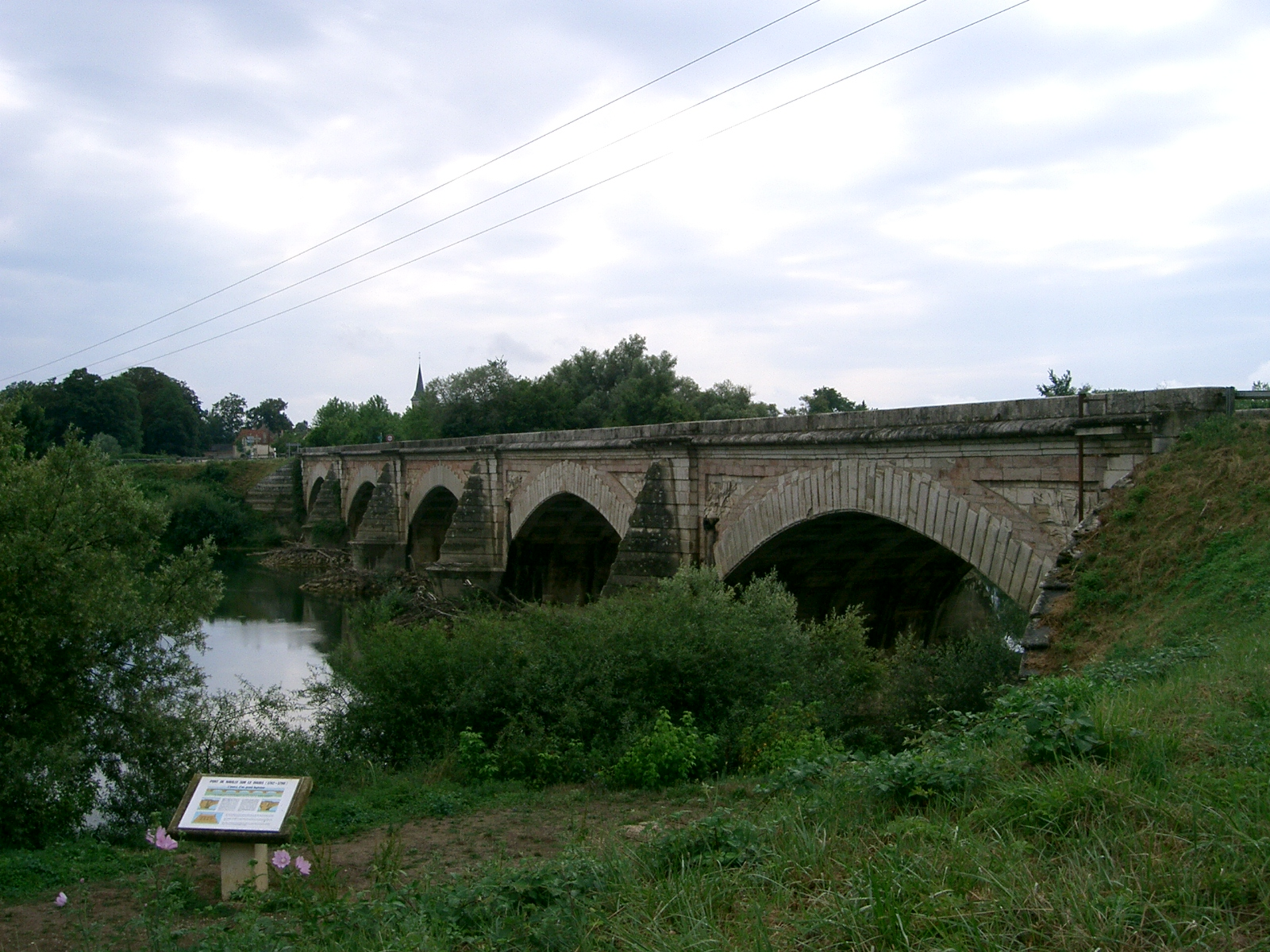
Pont de Navilly, sur le Doubs - fin XVIIIe siècle.

## Pour approfondir